# Craugastor megacephalus
Craugastor megacephalus är en groddjursart som först beskrevs av Cope 1875.  Craugastor megacephalus ingår i släktet Craugastor och familjen Craugastoridae. IUCN kategoriserar arten globalt som livskraftig. Inga underarter finns listade i Catalogue of Life.